# Крюэзиу, Исмет-бей
Исмет-бей Крюэзиу (алб. Ismet Bey Kryeziu; 1889, Гякова — 1952) — албанский политический деятель 1930-х и 1940-х годов.

## Биография
Исмет-бей Крюэзиу родился в Якове (тогдашний Ипекский санджак, Османская империя) в 1888 или 1889 году. Он принадлежал к известной роду Крюэзиу, крупных землевладельцев, имевших политическое влияние во времена османского правления. Исмет приходился племянником Али-паше Гусинскому, видному члену и деятелю Призренской лиги, созданной в 1878 году.
Крюэзиу учился в Стамбуле. После Первой мировой войны он был избран депутатом сербского парламента. В 1926 году, после покушения на него и конфискации земли югославскими властями, он эмигрировал в Албанию. Крюэзиу был сторонником Ахмета Зогу, будучи одним из его доверенных лиц и оказывавшим на него влияние. Вместе с Салихом Вучитерни он по решению короля Зогу возродил Комитет национальной обороны Косово. Это стало возможным, после того как Зогу удалось избавиться от таких своих влиятельных оппонентов, как Байрам Цурри и Хасан Приштина, а Албания стала склоняться к союзу с Италией. Деятельность этого комитета в то время носила преимущественно пропагандистский характер.
Во время правления Ахмета Зогу Крюэзиу работал чиновником в различных префектурах, таких как Берат, Влёра, Дуррес и Корча. В 1936 году он был избран в албанский парламент в качестве представителя префектуры Косово.
С началом итальянской оккупации Албании Крюэзиу занял решительную националистическую позицию. Он сотрудничал с Бедри Пеяни и Джафером Девой, лидерами Второй Призренской лиги, работая над объединением населённых албанцами территорий в одно государство. Крюэзиу занимал должность министра освобождённых районов (алб. Ministër i Tokave të Çliruara) в недолго просуществовавшем правительстве Экрема Либоховы (с 18 января по 11 февраля 1943 года), сменив на этом посту Тахира Штюлу. В октябре 1943 года он был вновь избран депутатом албанского парламента.
Крюэзиу был арестован коммунистами в ноябре 1944 года. В апреле 1945 года Специальный суд приговорил его, как и многих других албанских политических деятелей, к 30 годам тюремного заключения как «предателя и врага народа». Крюэзиу умер в тюрьме в 1952 году.